# رنه اشنایدر
ژنرال رنه اشنایدر شرو (به انگلیسی: René Schneider Chereau) (زاده ۳۱ دسامبر ۱۹۱۳ - درگذشت ۲۵ اکتبر ۱۹۷۰) فرمانده کل ارتش شیلی در زمان انتخابات ریاست جمهوری شیلی ۱۹۷۰ بود، هنگامی که وی در هنگام تلاش برای ربودن آدم‌ربایی ترور شد. وی دکترین انحصارطلبی متقابل نظامی - سیاسی را ابداع کرد که به دکترین اشنایدر معروف شد.
رنه اشنایدر فرمانده کل نیروهای مسلح شیلی در دهه ۶۰ میلادی بود. او بر بی‌طرفی ارتش در سیاست تأکید می‌کرد. در جریان انتخابات سال ۱۹۷۰ شیلی هیچ‌یک از نامزدها موفق نشدند که اکثریت مطلق آرا را به دست آورند. در نتیجه کنگره ملی شیلی می‌باید رئیس‌جمهور را انتخاب نماید. قبل از آن مخالفان آلنده از ارتش درخواست مداخله را داشتند ولی رنه اشنایدر مخالفت کرد. به منظور تأثیرگذاری بر نمایندگان کنگره ملی شیلی، اشنایدر ترور و به قتل رسید اما تأثیر عکس برجای گذاشت و نمایندگان کنگره ملی شیلی، دکتر سالوادور آلنده را به سمت ریاست جمهوری انتخاب کردند.